# Végennes
Végennes é uma comuna francesa na região administrativa da Nova Aquitânia, no departamento de Corrèze. Estende-se por uma área de 10,11 km². Em 2010 a comuna tinha 184 habitantes (densidade: 18,2 hab./km²).